# Un arc-en-ciel
Pour les articles homonymes, voir Arc-en-ciel (homonymie).
Un arc-en-ciel est une chanson composée par Patrick Bruel, écrite par Bruel avec Amanda Maruani et interprétée par Bénabar, Patrick Bruel, Cali et Marina, jeune femme atteinte d'amyotrophie spinale. Il s'agit de l'hymne du Téléthon 2013, paru le 2 décembre 2013 sous forme numérique.
La chanson se classe numéro un des ventes en France la semaine du 2 au 8 décembre 2013, interrompant pendant une semaine le règne de 22 semaines en tant que numéro un de Happy de Pharrell Williams.
Elle ne compte que deux semaines de présence dans le classement des ventes. Entrée directement à la première place, elle chute la semaine suivante à la 136e place avant de disparaître. C'est la plus courte présence pour un titre ayant été numéro un en France.

## Classements

### Hebdomadaires
| Chart (2013)  | Classement |
| ------------- | ---------- |
| France (SNEP) | 1          |